# Isla de Isabel II
La isla de Isabel II  es una isla española situada en el mar Mediterráneo, frente a la costa norte de África. Conforma, junto con la isla del Congreso y la isla del Rey, el archipiélago de las islas Chafarinas, plaza de soberanía española. Posee 15,3 hectáreas. Su nombre proviene de la reina española Isabel II. España tomó posesión de ella, al igual que del resto de las Chafarinas, sin protestas ni reclamos por parte de Francia y Marruecos.
La isla está constituida fundamentalmente por andesitas piroxénicas. En la zona no ocupada por la base militar, cuya superficie ronda la mitad de la isla, se han hallado 58 especies botánicas distintas.

## Población

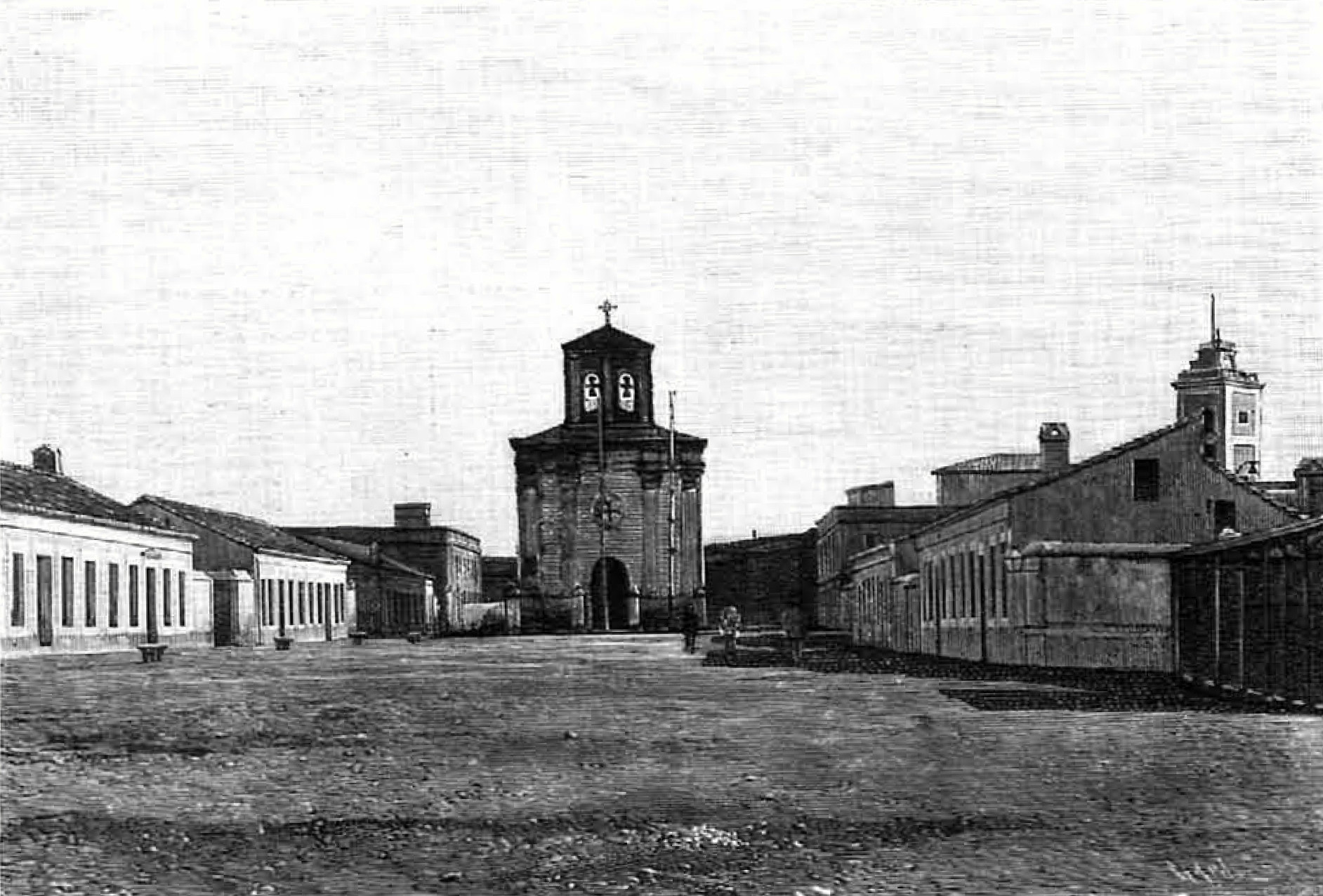
Iglesia de la Purísima Concepción (Chafarinas) en 1893.

Es la única isla habitada de las tres. Aunque llegó a contar con una población cercana a las mil personas, en la actualidad sólo se encuentra en ella una guarnición militar, además de personal del Ministerio de Medio Ambiente de España, por ser las islas un Refugio Nacional protegido debido a la riqueza de sus especies naturales.
Durante los meses de verano vive también en la isla un grupo de arqueólogos que realizan excavaciones en el yacimiento neolítico descubierto en la Isla del Congreso, llamado El Zafrín, del V milenio a. C., encabezados por el Instituto de Cultura Mediterránea. El yacimiento es un poblado al aire libre del que se han obtenido varios miles de fragmentos cerámicos de tipo cardial.

## Edificaciones
La isla cuenta con distintas edificaciones de carácter castrense. Además, cuenta con edificios como la iglesia de Nuestra Señora de la Concepción y la Torre de la Conquista, ambas de mediados del siglo XIX, además de un faro, construido a principios del siglo XX.

### Iglesia de Nuestra Señora de la Concepción
Además de los edificios e instalaciones de carácter militar, cuenta la isla con una iglesia de nave única de alrededor de doscientos cincuenta metros cuadrados construida entre 1851 y 1853 bajo la advocación de la Virgen de la Concepción, que se encuentra actualmente en grave estado de abandono. Fue el vicario interino de la iglesia parroquial de Melilla, Bartolomé de Fuentes, quien pusiera a las tres islas bajo la advocación de la Virgen el mismo día de la ocupación, el 6 de enero de 1848. Ha sido rehabilitada en una ocasión, en 1951.